# Amazonis
Amazonis es el nombre de una característica de albedo sobre la superficie de Marte. Se encuentra localizada al sur del Monte Olimpo y al oeste de los Tharsis Montes en el sistema de coordenades centrada en 0.00° latitud Norte y 210° de longitud Este. El nombre fue aprobado por la IAU en 1958 haciendo referencia al Pueblo de mujeres guerreras de la mitología griega.